# Aboh (Belo)
Pour les articles homonymes, voir Aboh.
Aboh est un village du Cameroun situé dans la commune de Belo, le département du Boyo et la région du Région du Nord-Ouest.

## Géographie
La localité se trouve dans une zone de moyenne montagne, au sud de la crête d'Ijim (Ijim Ridge), à l'ouest du lac Oku et du mont Oku, à l'est de Belo. Remarquable par sa biodiversité, celle-ci est menacée par la déforestation. Plusieurs espèces endémiques y ont été observées, telles que Dipsacus narcisseanus ou Succisa trichotocephala.

## Population
Aboh a une population d'environ 1 166 habitants d'après le recensement effectué en 2005 par le Bureau Central des Recensements et des Études de Population du Cameroun.

## Éducation
En ce qui concerne l’éducation primaire dans le village d’Aboh, il y a de nombreux problèmes comme le manque de salles de classe et d’équipements scolaires, pas assez d’enseignants, des parents qui ne sont pas en mesure de payer les livres scolaires des enfants. Par ailleurs, en plus des problèmes qui régissent dans le secteur primaire, Aboh n’a pas d’écoles secondaires subventionnées par le gouvernement et aucune université.

## Eau et énergie
Aboh n’a pas de plan d’approvisionnement en eau. De même, Aboh n’a pas d’accès à l’électricité.

## Santé publique
Le personnel qualifié est insuffisant à Aboh ; la couverture vaccinale est basse ; la population est vulnérable au SIDA. Par ailleurs, il y a une mauvaise gestion des déchets et les latrines sont mal construites.